# Brigitte Raskin
Œuvres principales
- Het koekoeksjong
- De eeuw van de ekster
- Hartenheer

Brigitte Raskin est une écrivaine belge d'expression néerlandaise née à Aarschot le 25 juillet 1947.
Historienne de formation et journaliste, son premier livre, Het koekoeksjong, remporte le prix littéraire AKO en 1989.